# Clavier (Belgien)
Clavier ist eine Gemeinde in der belgischen Provinz Lüttich. Sie besteht aus den Ortschaften Clavier, Bois-et-Borsu, Les Avins, Ocquier, Pailhe und Terwagne.

## Sehenswürdigkeiten
- Das Castel du Val d’Or wurde im Jahre 1654 erbaut.

## Weblinks

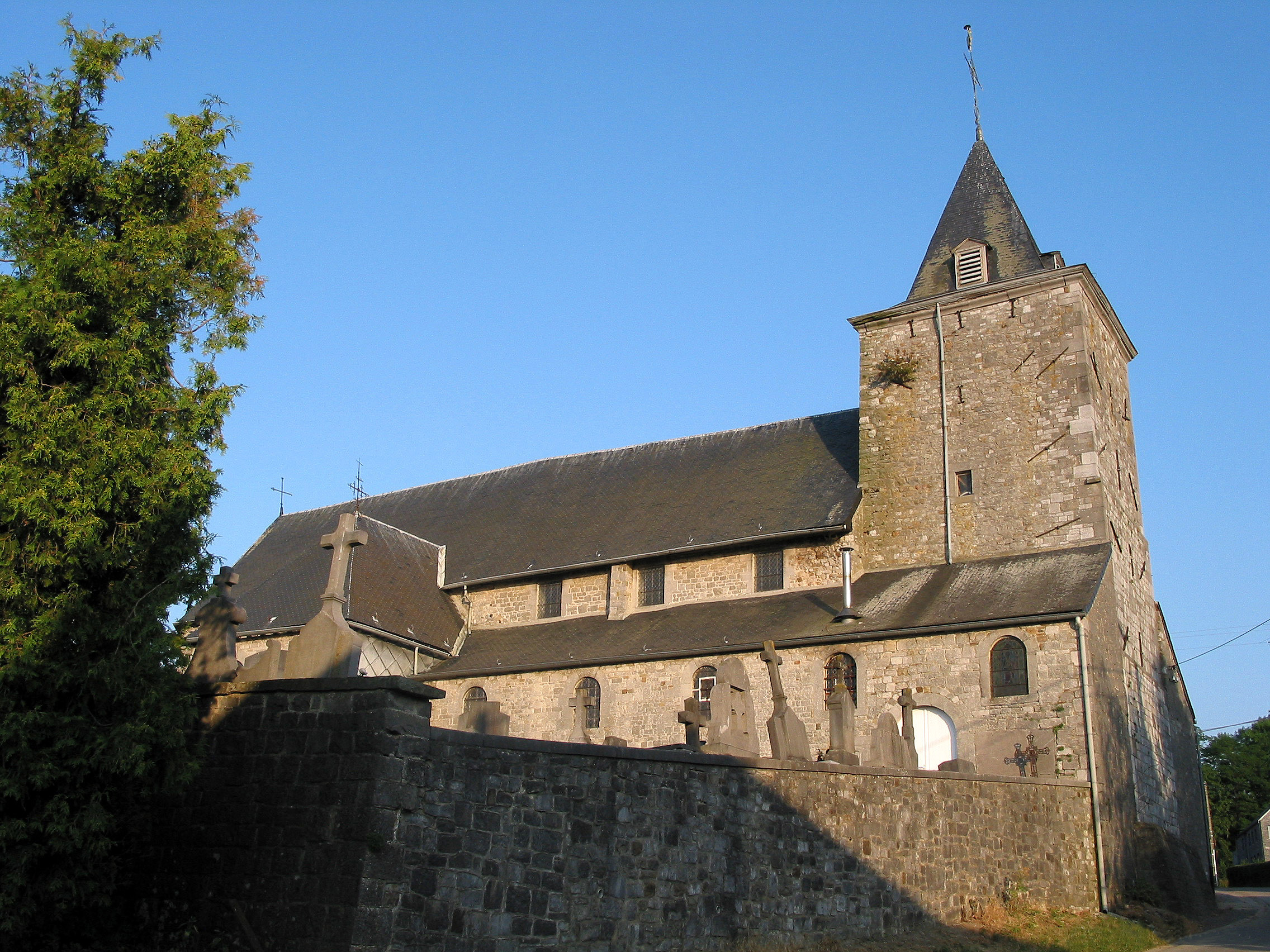
Kirche von Clavier